# Тундра гір Торнгат
Тундра гір Торнгат (ідентифікатор WWF: NA0618) — неарктичний екорегіон тундри, розташований на сході Канади.

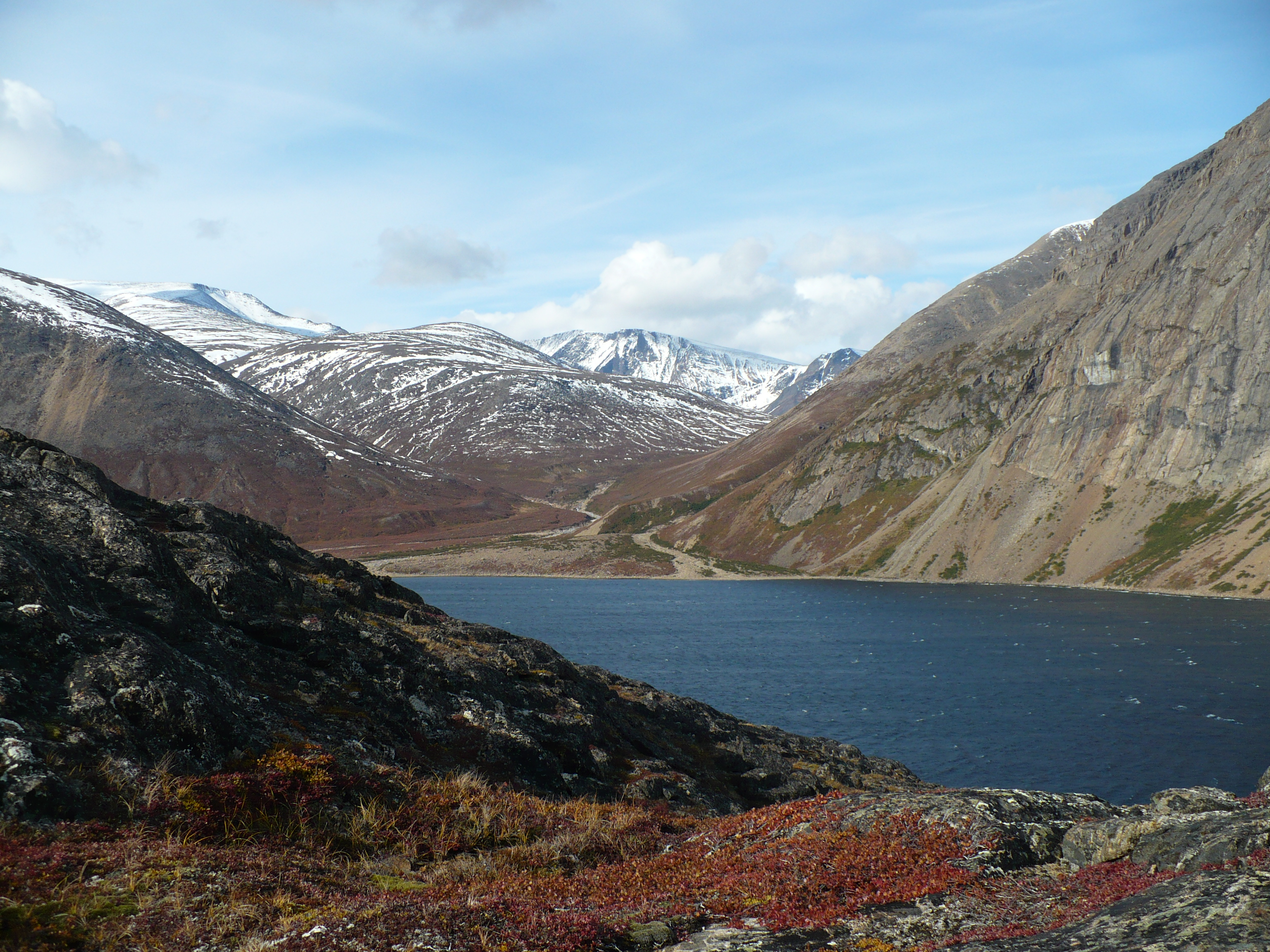
Ландшафт Нахвак-фіорд

## Географія
Екорегіон тундри гір Торнгат охоплює гори Торнгат, розташовані на крайньому північному сході півострова Лабрадор. Ці гори є найпівденнішою частиною Арктичних Кордильєр, системи гірських хребтів, які простягаються вздовж північно-східної частини Канадського Арктичного архіпелагу. Гори Торнгат розташовані на півострові, якій із заходу омивається водами затоки Унгава, а зі сходу — водами Лабрадорського моря. Основу цих гір складають архейські граніти. Округлі вершини гір підіймаються в середньому на висоту 490 м над рівнем моря, а найвищою вершиною регіону є гора Мон-д'Ібервіль висотою 1652 м. Глибокі U-подібні долини та фіорди, висічені льодовиками, спускаються з гір до моря. На півдні екорегіон переходить у тайгу сходу Канадського щита, поширену на більшій частині Лабрадору.

## Клімат
В горах екорегіону переважає тундровий клімат (ET за класифікацією кліматів Кеппена), який характеризується коротким, прохолодним, вологим літом та довгою холодною зимою. Середньорічна температура становить близько -6,5 °C, середня температура взимку становить -16,5 °C, а влітку — 4 °C. Середньорічна кількість опадів в регіоні коливається від 400 до 700 мм. На заході регіону поширена суцільна багаторічна мерзлота, однак в прибережних районах на сході регіону вона трапляється спорадично.

## Флора
Рослинний покрив екорегіону представлений тундрою, основу якої складають лишайники, мохи, осоки (Carex spp.) та деякі трави. На захищених схилах, спрямованих на південь, зустрічаються ділянки листяних та вічнозелених чагарників. На менш стійких осипах зустрічаються невисокі зарості паперової берези (Betula papyrifera) та верби (Salix spp.), що часто утворюють перехідну зону між тундрою та лісотундрою. Основу відкритої лісотундри, поширеної у вологих районах, складають чорні ялини (Picea mariana). В підліску цих хвойних лісів зустрічаються листяні і вічнозелені чагарники та різноманітні мохи.

## Фауна
Серед поширених в екорегіоні ссавців слід відзначити білого ведмедя (Ursus maritimus), лабрадорського вовка (Canis lupus labradorius), звичайну лисицю (Vulpes vulpes), песця (Vulpes lagopus), звичайну росомаху (Gulo gulo), арктичного зайця (Lepus arcticus) та лабрадорського лемінга (Dicrostonyx hudsonius). Екорегіон також є домом для єдиної у світі популяції барибалів (Ursus americanus), що живуть в тундрі, а також для великого стада торнгатських тундрових карибу (Rangifer tarandus groenlandicus).
Серед поширених в екорегіоні птахів слід відзначити білу куріпку (Lagopus lagopus), тундрову куріпку (Lagopus muta), каменярку (Histrionicus histrionicus), беркута (Aquila chrysaetos), зимняка (Buteo lagopus), сапсана (Falco peregrinus), кречета (Falco rusticolus), білу сову (Bubo scandiacus), звичайного крука (Corvus corax), рогатого жайворонка (Eremophila alpestris), малого дрозда-короткодзьоба (Catharus minimus), звичайну кам'янку (Oenanthe oenanthe), американського щеврика (Anthus rubescens), звичайну чечітку (Acanthis flammea), білу чечітку (Acanthis hornemanni), лапландського подорожника (Calcarius lapponicus), снігову пуночку (Plectrophenax nivalis), північну вівсянку (Spizelloides arborea), білобрового бруанта (Zonotrichia leucophrys) та малу болотянку (Wilsonia pusilla).

## Збереження
Оцінка 2017 року показала, що 12 574 км², або 39 % екорегіону, є заповідними територіями. Природоохоронні території включають: Національний парк гір Торнгат, Національний парк Куурурюак та Національний парк Уліттаніуялік. 